# باندرله
باندرله (به فرانسوی: Bandrélé) یک کمون (فرانسه) در فرانسه است که در مایوت واقع شده‌است. باندرله ۳۶٫۴۶ کیلومتر مربع مساحت و ۷٬۸۸۵ نفر جمعیت دارد.